# St. Aloysius (Mühleip)

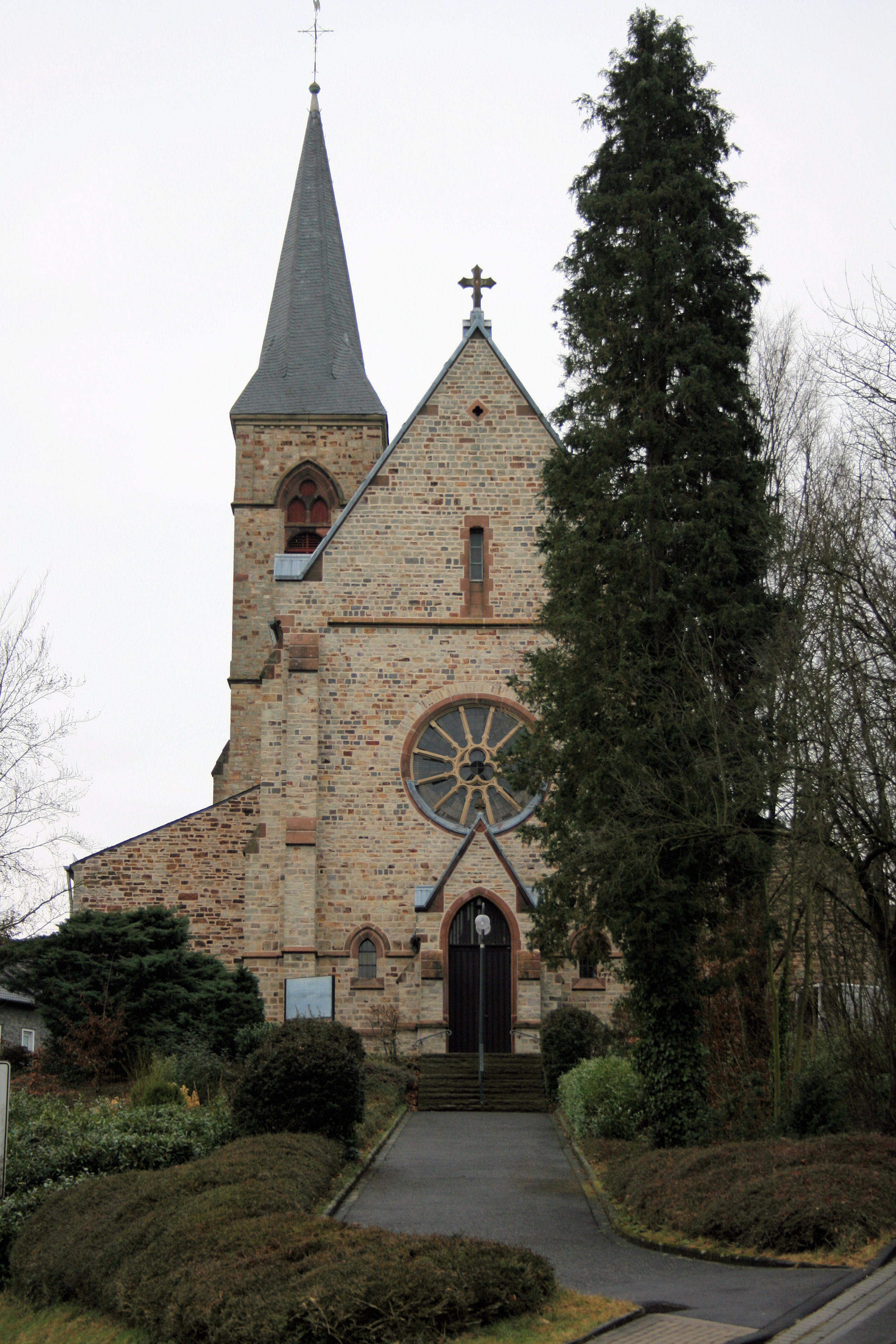
Mühleip, St. Aloysius

Die römisch-katholische Pfarrkirche St. Aloysius ist ein Kirchengebäude in Mühleip, einem Ort der Gemeinde Eitorf im Rhein-Sieg-Kreis. Die Pfarrgemeinde Eitorf gehört zum Erzbistum Köln.

## Geschichte
Die Kirche mit dem Patrozinium des heiligen Aloisius von Gonzaga wurde in den Jahren 1889 bis 1898 einschiffig erbaut und von 1964 bis 1967 um zwei Seitenschiffe erweitert. Am 1. Dezember 1955 wurde die Mühleiper Kirchengemeinde zur selbstständigen Rektoratspfarrei erhoben und war somit nicht mehr von der Eitorfer Mutterkirche St. Patricius abhängig. Die Zahl der Katholiken im Rektorat Mühleip betrug im Jahr 1962 1203. Zur damals neu eingerichteten Rektoratspfarrei gehörten die Orte Büsch, Hausen, Hove, Keuenhof, Linkenbach, Obenroth, Stein und Hüppelröttchen. Durch die damals hohe Anzahl an Katholiken wurde eine Erweiterung durch den Siegburger Architekten Hans Lob geplant und 1967 abgeschlossen. Im Zuge der Umstrukturierung der Pfarrgemeinden wurden 2010 die bisher eigenständigen Pfarrgemeinden Alzenbach-Mühleip und Eitorf zu einem Seelsorgebereich zusammengeschlossen.
Zwischen November und Dezember 2018 wurde die Kirche von innen renoviert. Im Zuge dessen wurde die Kirche komplett gestrichen und die Figuren wurden, soweit nötig restauriert und gereinigt.

## Ausstattung

### Glocken
Im Turm der St.-Aloysius-Kirche hängen vier Glocken mit dem Läutemotiv „O Heiland, reiß die Himmel auf“.
| Name           | Durchmesser | Gussjahr | Schlagton |
| -------------- | ----------- | -------- | --------- |
| Aloysius       | 946         | 1956     | gis′      |
| Dreifaltigkeit | 788         | 1956     | h′        |
| Maria Regina   | 739         | 1895     | cis″      |
| Josef          | 616         | 1956     | dis″      |

### Orgel

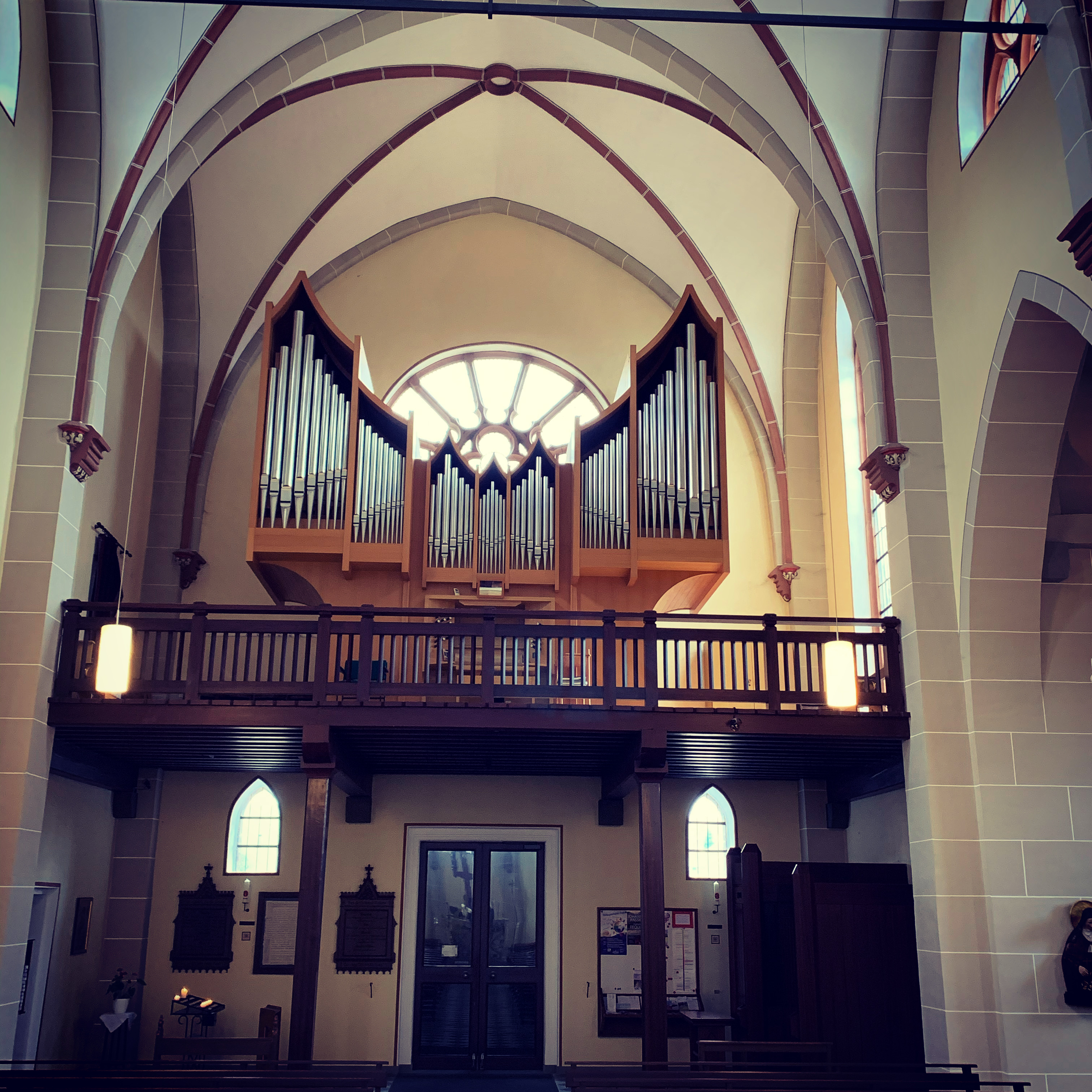

Die Orgel wurde 2002 von der Orgelbaufirma Georg Wünning aus Großdollendorf (Sachsen) erbaut. Die Orgel hat 21 klingende Register auf zwei Manualen und Pedal mit mechanischer Traktur. Das Instrument ersetzt eine Digitalorgel. Es weist folgende Disposition auf:
| I Hauptwerk C– |                             |       |
| 1.             | Bordun                      | 16′   |
| 2.             | Principal                   | 8′    |
| 3.             | Rohrflöte                   | 8′    |
| 4.             | Oktave                      | 4′    |
| 5.             | Spitzflöte                  | 4′    |
| 6.             | Quinte                      | 2 ⁄3′ |
|                | Octave (Vorabzug aus Nr. 8) | 2′    |
| 7.             | Waldflöte                   | 2′    |
| 8.             | Mixtur V                    |       |
| 9.             | Trompete                    | 8′    |

| II Schwellwerk C– |            |        |
| 10.               | Gedackt    | 8′     |
| 11.               | Salicional | 8′     |
| 12.               | Blockflöte | 4′     |
| 13.               | Nasard     | 2 ⁄3′  |
| 14.               | Querflöte  | 2′     |
| 15.               | Terz       | 1 3⁄5′ |
| 16.               | Larigot    | 1 ⁄3′  |
| 17.               | Hautbois   | 8′     |
|                   | Tremulant  |        |

| Pedal C– |                     |     |
| 18.      | Subbass             | 16′ |
| 19.      | Principalbass       | 8′  |
|          | Bassflöte (= Nr. 3) | 8′  |
| 20.      | Choralbass          | 4′  |
| 21.      | Fagott              | 16′ |
|          | Trompete (= Nr. 9)  | 8′  |

- Koppeln: II/I, I/P, II/P